# Filature de la Martinique
La filature de la Martinique est un ensemble de bâtiments industriels situé à Athis-Val de Rouvre en France.

## Localisation
La filature est située dans le département français de l'Orne, au bord de la Vère, à 2,6 km au nord-ouest du bourg d'Athis-de-l'Orne, commune déléguée de la commune nouvelle d'Athis-Val de Rouvre.

## Architecture
Les façades et les toitures des bâtiments de l'usine comprenant les ateliers de fabrication et la chaufferie, ainsi que la cheminée, sont inscrites au titre des monuments historiques par arrêté du 2 octobre 1995.